# Engle for evigt
EngleForEvigt er en sanggruppe bestående af tvillingerne Mikael og René Amdi Hansen fra Viborg. De blev kendte for deres optræden i tv-programmet X-Factor, hvor de sang James Blunt-nummeret Wisemen. De nåede til anden runde af programmet, hvor dommeren Lina Rafn sendte dem hjem.
Deres deltagelse gjorde dem straks til mikroberømtheder. De turnerede i 2008 og 2009 rundt på diskotekerne i Danmark. De har været i Aftenshowet og De Sorte Spejdere; ligesom der har været interviews, artikler og ikke mindst debat om og med dem i blandt andet Ekstra Bladet, BT, Information og Se og Hør.
Opmærksomheden og debatten skyldes dels deres helt specielle stil, der er kendetegnet ved at de synger synkront, stående overfor hinanden som et spejlbillede. Dels at de at de ikke har lagt skjul på, at de har ADHD og at René også har epilepsi.
De har siden 2009 trukket sig lidt tilbage fra rampelyset for at hellige sig at lære spille på guitar og selv begynde at skrive musik. Februar 2016 udkom deres numre Oki-Doki, Høndruphus og Tvillinger i takt og tone, den sidste er lavet som en titelmelodi til programmet der blev sendt på DR1 i 2016.
De har deltaget i programmet tvillinger på DR2.
Drengene har også været til audition i programmet Elsk mig i nat.
De udtalte til Aftenshowet i 2016, at det der med konkurrencer ikke længere rigtigt var noget for dem, de vil hellere skrive musik og optræde live.
 Der er for få eller ingen kildehenvisninger i denne artikel, hvilket er et problem. Du kan hjælpe ved at angive troværdige kilder til de påstande, som fremføres i artiklen.

| Musikgruppe | Spire Denne artikel om en dansk musikgruppe er en spire som bør udbygges. Du er velkommen til at hjælpe Wikipedia ved at udvide den. |